# Robert Oliver
Robert Gordon Oliver (nascido em 3 de janeiro de 1950) é um ex-ciclista neozelandês que representou seu país, Nova Zelândia, nos Jogos Olímpicos de Verão de 1972 em Munique, onde competiu na prova de estrada, no entanto ele não terminou a corrida.